# 豊橋市立豊南小学校
豊橋市立豊南小学校（とよはししりつ となみしょうがっこう）は、愛知県豊橋市東赤沢町にある公立小学校。

## 沿革
- 1875年（明治8年） - 第十中学区第五十三番小学校赤沢学校として開校。
- 1878年（明治11年） - 城下村、高塚村、赤沢村、万場新田、西伊古部村、東伊古部村が合併し、豊南村となる。
- 1879年（明治12年） - 第十中学区第四十五番小学赤沢学校と第十中学区第四十四番小学伊古部学校に分立する。
- 1880年（明治13年） - 渥美郡第三十三番小学赤沢学校、渥美郡第三十二番小学伊古部学校、渥美郡第三十一番小学豊南学校の3校に再編される。
- 1884年（明治17年） - 豊南村から高塚村、伊古部村が分立する。
- 1887年（明治20年） - 赤沢学校、伊古部学校、豊南学校、七根学校、高塚学校を統合し、渥美郡尋常小学伊古部学校となる。七根村、高塚村、豊南村、伊古部村の児童が通学する。
- 1889年（明治22年）10月1日 -
  - 豊南村、伊古部村が合併し、豊南村が発足。
  - 高塚村、七根村が合併し、高根村が発足。
- 1892年（明治25年） - 渥美郡尋常小学伊古部学校が渥美郡豊南村立豊南尋常小学校、渥美郡豊南村立豊南第一尋常小学校、渥美郡豊南村立豊南第二尋常小学校、渥美郡高根村立高塚尋常小学校、渥美郡高根村立七根尋常小学校に分立する。
- 1906年（明治39年）8月31日 - 豊南村と高根村が合併し、高豊村が発足する。
- 1907年（明治40年） - 豊南尋常小学校、豊南第一尋常小学校、豊南第二尋常小学校を統合し、高等科を設置。渥美郡高豊村立豊南尋常高等小学校となる。
- 1941年（昭和16年）4月1日 - 豊南国民学校に改称する。
- 1947年（昭和22年）4月1日 - 高豊村立豊南小学校に改称する。
- 1955年（昭和30年）3月1日 - 高豊村が豊橋市に編入される。同時に豊橋市立豊南小学校に改称する。
- 1963年（昭和38年） - 新校舎（鉄筋コンクリート造）が完成する。
- 1967年（昭和42年） - 校舎を増築する。
- 1973年（昭和48年） - 校舎を増築する。
- 1976年（昭和51年） - 体育館が完成する。
- 1984年（昭和59年） - 校区の一部が豊橋市立富士見小学校に移る。

## 通学区域
- 伊古部町、東赤沢町の一部、西赤沢町の一部、城下町

## 進学先中学校
- 豊橋市立高豊中学校

## 周辺施設
- 豊橋市立高豊中学校
- 豊南保育園
- 万場調整池

## 交通アクセス
- 豊鉄バスレイクタウン線「レイクヒルズ入口」バス停より徒歩約30分。